# Böllingsdorf
Böllingsdorf (fränkisch: Bällmasch-dorf) ist ein Gemeindeteil der Stadt Heilsbronn im Landkreis Ansbach (Mittelfranken, Bayern). Böllingsdorf liegt in der Gemarkung Bürglein.

## Geografie
Das Dorf bildet mit Bürglein im Nordosten eine geschlossene Siedlung. Der im Tal gelegene Ort ist von den Erhebungen Lerchenbühl (südwestl.), Mühlbuck (nördl.) und Eulenberg (südöstl.) umgeben. 0,5 km nördlich beginnt das Waldgebiet Wolfsgrube. Im Ort fließt der Kettelbach (links) und der Böllingsdorfer Bach (rechts) zum Bürgleinsbach zusammen, der dann mit weiteren Bächen zum Weihersmühlbach zusammenfließt, der ein rechter Zufluss der Bibert ist. Durch den Ort verläuft die Staatsstraße 2410, die nach Bonnhof (1,6 km südlich) bzw. nach Bürglein (0,4 km nordöstlich) führt. Eine Gemeindeverbindungsstraße führt nach Betzendorf zur Kreisstraße AN 24 (2 km westlich).
Durch den Ort verläuft der Fränkische Marienweg.

## Geschichte
Die erste urkundliche Erwähnung von „Beldingestorf“ erfolgte laut älteren Chroniken im 12. Jahrhundert. Die älteste erhaltene Urkunde, in der der Ort „Bellingesdorf“ genannt wird, stammt aus dem Jahr 1268. Das Bestimmungswort des Ortsnamens ist der Personenname Belding, der als Gründer des Ortes anzunehmen ist. Das Kloster Heilsbronn erwarb ab 1268 nach und nach den ganzen Ort.
Im 16-Punkte-Bericht des Klosteramts Heilsbronn aus dem Jahr 1608 gibt es für Böllingsdorf keinen eigenen Eintrag, da es mit Bürglein eine Realgemeinde bildete. Das Hochgericht übte das brandenburg-ansbachische Kasten- und Stadtvogteiamt Windsbach aus.
Gegen Ende des 18. Jahrhunderts gab es in Böllingsdorf 9 Anwesen. Das Hochgericht übte das brandenburg-bayreuthische Stadtvogteiamt Markt Erlbach im begrenzten Umfang aus. Es hatte ggf. an das brandenburg-ansbachische Richteramt Roßtal auszuliefern. Die Dorf- und Gemeindeherrschaft hatte das brandenburg-bayreuthische Kastenamt Bonnhof. Grundherren waren das Kastenamt Bonnhof (7 Güter, 1 Haus) und die Heiligenstiftung Bürglein (1 Gut). Es gab zu dieser Zeit 8 Untertansfamilien. Von 1797 bis 1808 unterstand der Ort dem Justiz- und Kammeramt Cadolzburg.
Im Rahmen des Gemeindeedikts wurde Böllingsdorf dem 1808 gebildeten Steuerdistrikt Bürglein und der 1810 gegründeten Ruralgemeinde Bürglein zugeordnet. Diese wurde am 1. Januar 1972 im Zuge der Gebietsreform in Bayern in die Stadt Heilsbronn eingegliedert.

## Einwohnerentwicklung
| Jahr      | 001818 | 001840 | 001861 | 001871 | 001885 | 001900 | 001925 | 001950 | 001961 | 001970 | 001987 | 002007 | 002016 |
| Einwohner | 50     | 59     | 47     | 50     | 56     | 61     | 60     | 110    | 75     | 108    | 185    | 181    | 202    |
| Häuser    | 10     | 9      |        |        | 11     | 11     | 11     | 16     | 18     |        | 50     |        |        |
| Quelle    | [ 15 ] | [ 16 ] | [ 17 ] | [ 18 ] | [ 19 ] | [ 20 ] | [ 21 ] | [ 22 ] | [ 23 ] | [ 24 ] | [ 25 ] |        | [ 1 ]  |

## Religion
Böllingsdorf ist seit der Reformation evangelisch-lutherisch geprägt und bis heute nach St. Johannes (Bürglein) gepfarrt. Die Einwohner römisch-katholischer Konfession sind nach Unsere Liebe Frau (Heilsbronn) gepfarrt.